# Philippe Levillain
Pour les articles homonymes, voir Levillain.
Philippe Levillain, né le 27 novembre 1940 à Paris 17e et mort le 4 octobre 2021 à Suresnes, est un historien et professeur d'histoire français. Spécialiste de l'histoire du catholicisme et de la papauté, il est notamment l'auteur d'un dictionnaire historique de la papauté.

## Biographie
Ancien élève du lycée Montaigne de Bordeaux, de l'École normale supérieure (1961-1965), agrégé d'histoire (1965), il est assistant d'histoire (1967-1975) puis maître-assistant (1975-1981) à l’université Paris-X-Nanterre. Il soutient en 1972 une thèse de doctorat de 3e cycle, intitulée Le deuxième concile du Vatican et sa procédure, sous la direction de René Rémond, à Nanterre. Il est détaché à l’École française de Rome, où il est directeur des études d'histoire moderne et contemporaine (1977-1981). Il réalise une thèse d'État en 1979 et devient professeur d'histoire contemporaine à l'université Lille-III (1982-1986), puis à l'université de Paris X-Nanterre. Il est professeur émérite,.
Il est spécialiste de l'histoire du catholicisme et de la papauté (il a été notamment attaché de presse de l'ambassadeur de France pour le Saint-Siège en 1965), auteur de plusieurs ouvrages sur le Saint-Siège, il a dirigé le Dictionnaire historique de la papauté.
Il est membre senior de l'Institut universitaire de France (1998-2003) et du Comité pontifical des sciences historiques.
Il est élu membre de l'Académie des sciences morales et politiques le 19 décembre 2011, succédant à l'historien Pierre Chaunu, dont il prononce l'éloge le 18 mars 2013.
En 2012, il préside la Société de l'histoire de France.
Il est l'un des animateurs de l'émission Les Lundis de l'Histoire sur France Culture, de 1982 jusqu'à l'arrêt de l'émission en juin 2014.
Philippe Levillain meurt le 4 octobre 2021 à 80 ans à Paris. Il est inhumé au cimetière du Père-Lachaise à Paris.

## Publications

### Ouvrages
- La mécanique politique de Vatican II : majorité et unanimité dans un concile, Beauchene, 1975
- Boulanger, fossoyeur de la République, Flammarion, 1981
- Boulanger, fossoyeur de la monarchie, Flammarion, 1982  prix Biguet 1983
- Albert de Mun : catholicisme français et catholicisme romain du syllabus au ralliement, École française de Rome, 1983
- Nations et Saint-Siège au XXe siècle, Fayard, 2003
- Le pontificat de Léon XIII : renaissances du Saint-Siège ?, École française de Rome, 2006
- Le Moment Benoît XVI, Fayard, 2008
- Rome n'est plus dans Rome : Mgr Lefebvre et son église, Perrin, 2010
- La Papauté foudroyée, Tallandier, 2015.
- Le Tableau d'honneur, Éditions Sud Ouest, septembre 2020, 168 p.

### Ouvrages en collaboration
- Avec François-Charles Uginet, Le Vatican ou les frontières de la grâce, Paris, Calmann-Lévy, 1992
- Paul VI et la modernité dans l'Église, Actes du colloque de Rome (1983), École française de Rome, 1984
- Avec Catherine Grémion, Les Lieutenants de Dieu : les évêques français et la République, Fayard, 1986
- Le Vatican ou les frontières de la grâce (avec François-Charles Uginet), Calmann-Lévy, 1992
- Dictionnaire historique de la papauté, Fayard, 1994 (direction d'ouvrage)
- Nations et Saint-Siège au XXe siècle (en collaboration avec Hélène Carrère d’Encausse), Fayard, 2002
- « Rome, l'unique objet de mon ressentiment » : regards critiques sur la papauté, Rome, École française de Rome, 2011 (Actes du colloque organisé à Paris les 3-4 octobre 2008 par l'Institut universitaire français).

### Travaux académiques
- Notice sur la vie et les travaux de Pierre Chaunu, lue lors de la séance du lundi 18 mars 2013
- Les yeux du Saint-Siège sur les relations internationales de la France, séance du lundi 17 juin 2019
- L’Église, le Vatican et sa communication, séance du lundi 2 juillet 2018
- Le Vatican et le Saint Siège dans la vie internationale, séance du 21 novembre 2016
- Réformer la Curie romaine : jusqu’où ?, séance du 16 mars 2015

## Décorations
- Commandeur de la Légion d'honneur (2016)[11]
- Officier de l'ordre des Palmes académiques
- Officier de l'ordre des Arts et des Lettres
- Grand officier de l'ordre de Saint-Sylvestre
- Commandeur de l'ordre du Mérite du Saint-Sépulcre
- Commandeur de l'ordre du Mérite de la République italienne[12]